# Fontana Records
Fontana Records es una compañía discográfica estadounidense que inició actividades en los años 1950 como subsidiaria de Philips Records. El sello distribuidor independiente Fontana Distribution tomó su nombre de dicha discográfica. Artistas y bandas como The Spencer Davis Group, The Guess Who, Tears for Fears, Slade y Oleta Adams han trabajado con Fontana Records en sus inicios.